# Владыка Марса
«Владыка Марса» — третий роман барсумского цикла Эдгара Райса Берроуза. Публиковался в журнале All Story Magazine от декабря 1913 по март 1914 году. Первое книжное издание — в 1919 году.

## Сюжет
Роман завершает трилогию, начатую романами «Принцесса Марса» и «Боги Марса». Джон Картер отправляется в долину Исса. Близится время открытия храма, где заточены Файдора — дочь Матаи Шанга, Дея Торис и Тувия Птарса. Однако пленницы были захвачены Матаи Шангом и вождём чёрных марсиан Туридом, которые бежали в государство Каол — оплот древней религии. После того, как Джону Картеру и Туван Дину — правителю Птарса и отцу Тувии, удаётся разоблачить захватчиков, они бегут в марсианскую Арктику (Окар), где располагаются тепличные города жёлтой расы. С большим трудом Джону Картеру удаётся преодолеть все трудности и воссоединиться с семьёй, попутно объединив народы разных рас. После возвращения в Гелиум Джон Картер предстаёт перед трибуналом 31 правителя Марса (включая Тарс Таркаса, Тардоса Морса, Морса Каяка, Туван Дина, Талу — правителя жёлтых марсиан), на котором его провозглашают Военным владыкой всего Марса.

## Расы
В романе описан образ жизни жёлтой — арктической расы Барсума. Жёлтые люди живут изолированно от прочих марсиан, не имея сильного военно-воздушного флота. Города их заключены под стеклянными куполами, под которыми поддерживается тропический климат. Тем не менее они нуждаются в рабах и устраивают набеги на поселения красных марсиан. Главное их оружие — гигантский магнит, способный аккумулировать энергию магнитного поля всего Марса. С его помощью окарцы изменяют курс и захватывают воздушные корабли других рас.

## Персонажи
- Джон Картер — принц Гелиума, Военный Владыка Марса
- Дея Торис — принцесса Гелиума, дочь и внучка его правителей.
- Карторис — сын Джона Картера и Деи Торис.
- Туван Дин — джеддак Птарса, отец Тувии.
- Кулан Тит — джеддак Каола, первоначально — защитник древней религии Иссы.
- Тувия Птарса — в финале романа Карторис начинает испытывать к ней романтический интерес
- Талу — правитель Марентины, одного из малых городов Окара, позднее — верховный правитель (джеддак) Севера.

## Оригинальный текст
- Text of the novel at Project Gutenberg
- Edgar Rice Burroughs Summary Project page for The Warlord of Mars